# 路丙辉
路丙辉（1968年10月—），安徽全椒人，中国思想政治教育工作者，安徽师范大学教授。

## 生平
1992年本科毕业于安徽师范大学中文系，留校任教。后于北京大学马克思主义学院进修。2005年于安徽师范大学获硕士学位，导师为陶富源，学位论文题目为《传统孝文化及其现代转型》。2012年获安徽师范大学博士学位，导师为钱广荣，学位论文题目是《社会转型期我国家庭伦理变化及道德建设研究》。现任安徽师范大学马克思主义学院教授、博士生导师。

## 学术贡献
主要从事思想政治教育工作。主持国家社科基金项目等10余项，主编教材多部。

## 社会兼职
教育部师德师风建设专家委员会委员，安徽省伦理学学会会长，安徽省思政课教指委研究生思政课分委员会副主任委员。

## 奖励与荣誉
- 2006年7月，获“安徽省优秀德育工作者”荣誉称号
- 2008年12月，获教育部校园文化建设优秀成果二等奖
- 2010年10月，获安徽省教学成果二等奖
- 2011年2月，获“中国敬业奉献好人”荣誉称号
- 2012年8月，获“2011全省十大教育新闻人物”称号[4]
- 2012年11月，获安徽省教学成果三等奖
- 2013年9月，获“全国师德标兵”荣誉称号[5]
- 2013年10月，获全国高校微课教学比赛三等奖
- 2013年12月，获安徽省教学成果三等奖
- 2014年5月，入选“高校思想政治理论课教师2013年度影响力提名人物”[6]
- 2015年11月，获安徽省教学成果三等奖
- 2017年9月，获“最美思政课教师”荣誉称号[7]
- 2019年9月，获“全国模范教师”荣誉称号[8]
- 2019年10月，获“2019年度基层理论宣讲先进个人”荣誉称号
- 2019年12月，获安徽省教学成果特等奖
- 2010年1月，获“2019年度安徽十大大新闻人物”荣誉称号[9]
- 2020年11月，获“全国先进工作者”荣誉称号[10]
- 2021年6月，获“全国优秀共产党员”荣誉称号[11]
- 2022年6月，当选中国共产党第二十次全国代表大会代表[12]